# Jorge António
Jorge António (Lisboa, 8 de juny de 1966) és un cineasta portuguès.

## Biografia
Durant els seus estudis secundaris va fundar una societat cinematogràfica i va fer una dotzena de pel·lícules amateurs en 8mm i Super 8.
Es va especialitzar en producció a l'Escola Superior de Teatro e Cinema el 1988. Des de llavors ha estat vinculat al cinema i a la televisió, ha treballat per a Paulo Branco, Cunha Telles, Shots, Arca-Filmes, Latina- Europa, Fundació Calouste Gulbenkian, Rosa Filmes, entre altres portuguesos i estrangers, així com a diversos programes de televisió (Lusitânia Expresso, Pop-Off, etc. ) documentals (Júlio Pomar, STCP, etc.), vídeos institucionals (ISG, Acarte, etc.) i publicitat (Grupo CP, Intermarché, etc.).
Participa a Portugal i a l'estranger en trobades, conferències i tallers sobre cinema. Promou i col·labora en l'edició de llibres i revistes com: Revista de Cinema, Cinema em Português, Cinema Posters, Cadernos de Cinema, Cinema em Angola, Dicionário da Lusofonia, Cena Lusófona, Boletim IACAM, Boletim CDC. Coordinador amb Maria do Carmo Piçarra de l'obra "Angola, o nascimento de uma nação; Vol. I - o cinema do Império; Vol. II - o cinema da libertação; Vol. III - o cinema da independência".
El 1991 va començar a fer pel·lícules amb el curtmetratge, O Funeral i el 1993 va realitzar el llargmetratge i la primera coproducció portuguesa-angolesa, O Miradouro da Lua.
Va ser membre del jurat de l'ICAM al Concurs Selectiu de Coproduccions l'any 2004; membre del jurat de l'ICAM al Concurs Selectiu de Coproduccions amb els països de Palop l'any 2004; membre del jurat oficial del Festival Caminhos do Cinema Português 2006; membre del jurat de l'ICAM al Concurs de Festivals de Cinema 2006; membre del jurat oficial de Encontros de Viana – Cinema i Vídeo 2008; membre del jurat oficial FESTJovem 2009. Entre 2007 i 2009 també va ser consultor d'afers internacionals de l'Institut Angolès de Cinema, Audiovisuals i Multimèdia i Membre del Comitè Organitzador del I Festival Internacional de Cinema de Luanda (2008). Des del 2012 coordina i programa a Lisboa la Mostra de Cinema "Olhares sobre Angola".
Des de 1995, també és Productor Executiu de la Companhia de Dança Contemporânea de Angola, dirigida per la coreògrafa i investigadora Ana Clara Guerra Marques, organitzant i produint Tallers, Espectacles i Gires a països com Angola, Portugal, Polònia, Índia, Gabon, etc. Camerun, Congo, Senegal, Xina, Corea del Sud, Cuba, Israel, Espanya, Itàlia, Brasil, Països Baixos. Moçambic, Burkina Faso.

## Filmografia seleccionada
Entre a sua filmografia encontram-se:
- 1986 – O Gato Preto (cm)
- 1992 - O Funeral (cm) - Prémio Melhor 1ª Obra - Festival Internacional de Cinema do Algarve, Portugal.
- 1993 – O Miradouro da Lua (Lm) – Premi especial Realització - Festival Internacional de Gramado, Brasil. Editat en DVD.
- 1996 – Uma Frase Qualquer (doc)
- 2003 – Outras Frases (doc) - Premi Millor Documental per TV - XI Festival Caminhos do Cinema Português 04. Editat en DVD
- 2004 – A Utopia do Padre Himalaya (doc) - Menció Honorífica - Millor Documental - XII Festival Caminhos do Cinema Português 05.
- 2005 – Histórias da Vida na Terra (série doc. TV - 2 episodis) Editat en DVD
- 2005 – Angola, Histórias da música popular (doc) - Premi Millor Documental - Mostralíngua 2007.
- 2005 – The Boy and the Sea (ficção) (Produtor) - Premis Millor Curtmetratge – Festival de Nova York; Festival de Bucarest; Festival Mannheim
- 2006 – José Carlos Schwartz - A Alma de Um povo (doc) (Produtor) Editat en DVD
- 2007 – Kuduro, fogo no museke (doc) – Premi "Manuel Costa e Silva" - FICAP 2008. Editat en DVD.
- 2010 – O Lendário Tio Liceu e os N'gola Ritmos (doc) - Premi Millor Documental - FICLuanda 2010. Editat en DVD
- 2011 – Outros Rituais Mais ou Menos (doc) Editat en DVD
- 2012 – Paisagens Propícias (doc)
- 2017 – A Ilha dos Cães (Lm)[5]